# 매탄초등학교
매탄초등학교는 대한민국 경기도 수원시 영통구에 있는 공립 초등학교로, 1983년 10월 15일에 개교되었다.

## 연혁
- 1982. 07. 21 매탄국민학교 설립
- 1983. 09. 01 초대 박순서 교장 취임
- 1983. 10. 15 14학급 편성 개교
- 1985. 09. 04 병설 유치원 개원(1학급)
- 1986. 03. 02 동수원초등학교 분리
- 1989. 03. 02 산남초등학교 분리
- 1991. 03. 14 효원초등학교 분리
- 1996. 03. 01 매탄초등학교 교명 개칭
- 2002. 03. 02 효동초등학교 분리
- 2005. 09. 20 교문(정문) 진입로 공사
- 2005. 09. 20 과학실 현대화 공사
- 2006. 08. 29 유치원 놀이기구 교체
- 2007. 02. 10 도서실 준공
- 2008. 02. 10 10개 교실 바닥 개선공사, 특수학급 리모델링
- 2008. 07. 28 각 교실 냉난방 공사
- 2008. 08. 31 방송설비 교체공사
- 2008. 09. 08 교실 바닥 교체공사(22실)
- 2008. 12. 20 제2과학실 리모델링 공사
- 2009. 01. 15 CCTV 5개소 설치
- 2009. 02. 15 후관 증축공사(8개 교실) 본관-후관 연결 통로 공사
- 2010. 04. 15 급식실 현대화 사업 준공
- 2010. 09. 15 참솔관(다목적 강당) 준공
- 2010. 11. 2011 영재교실 2학급 설치 승인
- 2011. 10. 11 본관 화장실 현대화 공사 준공
- 2011. 12. 01 방과후학교대상 수상
- 2012. 03. 01 제12대 신기환 교장 부임
- 2012. 03. 02 방과후가 행복한 토요방과후 운영 우수학교
- 2012. 05. 10 경기도교육감 1일 영양교사 체험 학교 운영
- 2012. 05. 24 NTTP 경기도 교과연구년 직무연수 2강좌 개설
- 2012. 05. 26 제34회 수원학생음악경연대회 합창부문 최우수상
- 2012. 07. 18 체육교육 유공학교 경기도교육감 표창
- 2012. 12. 30 수원교육지원청에듀원컨설팅 교육장 표창
- 2013. 02. 15 제29회 졸업식(359명 졸업, 총 8,891명 졸업)
- 2013. 03. 01 도교육청지정 선진형 상시평가 중심학교
- 2013. 03. 01 창호 교체 공사 준공
- 2013. 03. 01 친환경 농산물 급식학교 지정
- 2013. 12. 02 아토피, 천식 예방우수교 경기도지사표창
- 2013. 12. 05 학생건강관리 우수교 경기도교육감표창
- 2013. 12. 05 도교육청 지정 혁신학교
- 2013. 12. 31 선진형 상시평가 우수교 경기도교육감표창
- 2014. 01. 16 국제교육협력 우수교 경기도교육감표창
- 2014. 01. 20 학부모 학교 참여 우수교 경기도교육감표창
- 2014. 02. 14 제30회 졸업식(286명 졸업, 총 9,177명)
- 2017. 01. 03 제33회 졸업식(225명 졸업, 총 9,865명)
- 2017 .03 .02 54학급 편성(특수 1학급 포함)